# Krajná Porúbka
Krajná Porúbka és un poble i municipi d'Eslovàquia. Es troba a la regió de Prešov, al nord del país.

## Història
La primera referència escrita de la vila data del 1582.

## Demografia
| Godina             | 1994 | 2004   | 2014   | 2024    |
| ------------------ | ---- | ------ | ------ | ------- |
| Nombre de persones | 61   | 56     | 52     | 34      |
| Diferència         |      | −8,19% | −7,14% | −34,61% |

| Godina             | 2023 | 2024   |
| ------------------ | ---- | ------ |
| Nombre de persones | 33   | 34     |
| Diferència         |      | +3,03% |